# سبنسر تاكر
سبنسر تاكر (بالإنجليزية: Spencer Tucker)‏ (1865 - 1948) هو لاعب كريكت نيوزلندي.

## وصلات خارجية
- سبنسر تاكر على موقع إي آس بي آن كريك إنفو (الإنجليزية)